# Kellogg Glacier
Kellogg Glacier är en glaciär i Antarktis. Den ligger i Västantarktis. Argentina, Chile och Storbritannien gör anspråk på området. Kellogg Glacier ligger 744 meter över havet.
Terrängen runt Kellogg Glacier är huvudsakligen kuperad, men västerut är den bergig. Terrängen runt Kellogg Glacier sluttar söderut. Trakten är obefolkad. Det finns inga samhällen i närheten.